# Sterley
Sterley – gmina w Niemczech w kraju związkowym Szlezwik-Holsztyn, w powiecie Herzogtum Lauenburg, wchodzi w skład urzędu Lauenburgische Seen. We wsi znajduje się zabytkowy kościół z kamieni polnych St.Johannis-Kirche. 

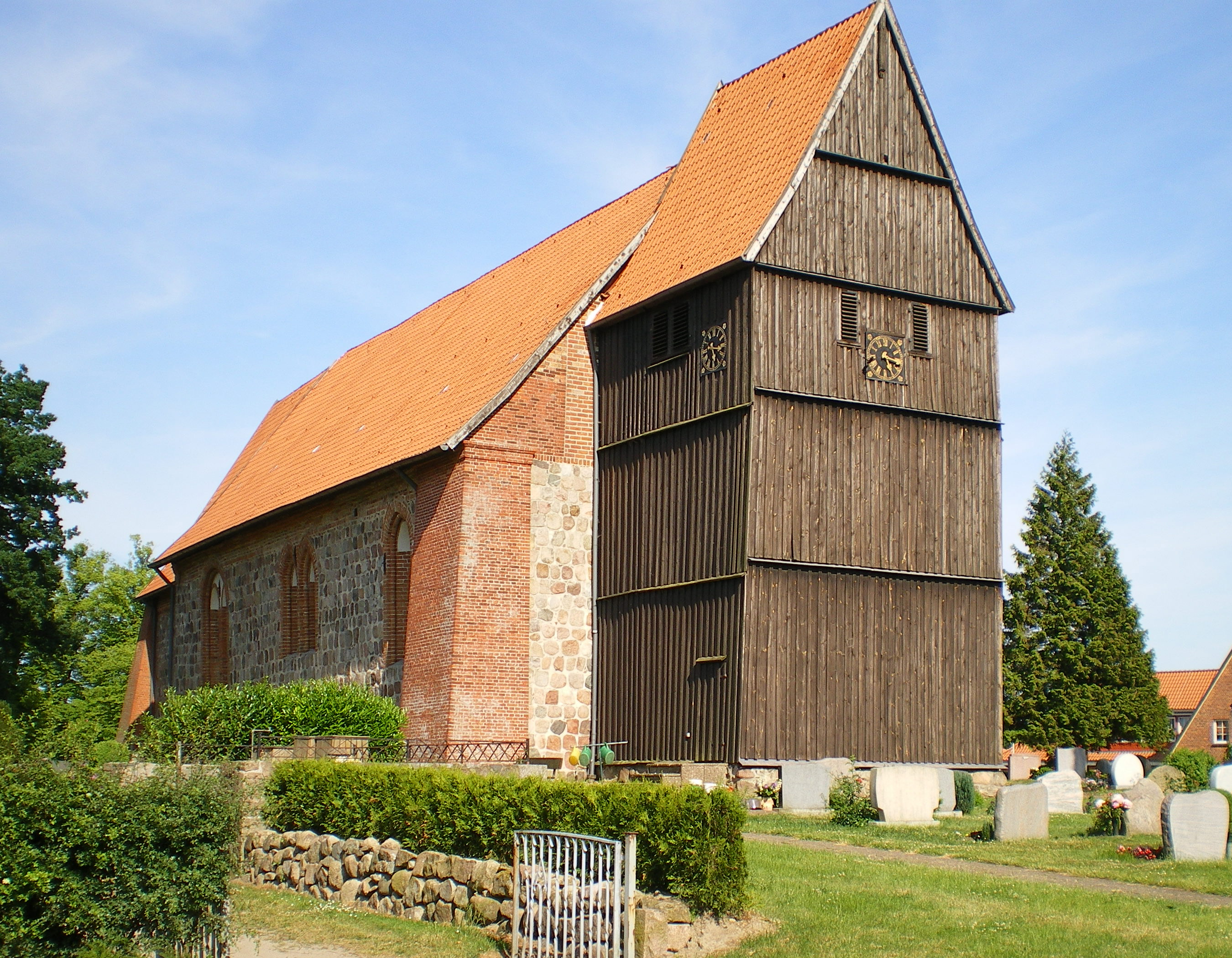
St.Johannis-Kirche

W Kogel (położonym współcześnie na terenie gminy) urodził się królewsko-polski i elektorsko-saski feldmarszałek August Christoph von Wackerbarth.